# Camponotus horrens
Camponotus horrens é uma espécie de inseto do gênero Camponotus, pertencente à família Formicidae.